# Castlehill
Castlehill is een plaats in het Ierse graafschap Mayo.